# Jacob Hornberger
Jacob G. Hornberger (ur. 28 stycznia 1950 w Laredo) – amerykański prawnik i polityk Partii Libertariańskiej, założyciel fundacji The Future of Freedom Foundation.

## Młodość i wykształcenie
Jacob G. Hornberger urodził się 28 stycznia 1950 roku w Laredo w Teksasie  i dorastał na farmie niedaleko rzeki Rio Grande. W 1968 roku ukończył szkołę średnią J. W. Nixon High School. W 1972 roku ukończył Virginia Military Institute, zdobywając Bachelor’s degree z ekonomii. W 1975 roku ukończył studia prawnicze na Uniwersytet Teksański w Austin, zdobywając stopień Juris Doctor.
Przez wiele lat pracował w różnych firmach prawniczych i wykładał na Uniwersytecie Dallas.

## Kariera polityczna

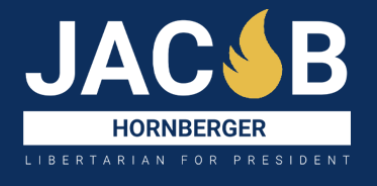
Logo kampanii wyborczej Jacoba Hornbergera z 2020 roku

W 1978 roku był regionalnym koordynatorem kampanii wyborczej gubernatora Teksasu Dolpha Briscoe z Partii Demokratycznej.
W 1989 roku założył fundację The Future of Freedom Foundation, której celem jest propagowanie filozofii libertariańskiej. W latach 90. XX wieku przez 3 kadencje był członkiem komitetu programowego Partii Libertariańskiej.
Bezskutecznie ubiegał się o nominację Partii Libertariańskiej w wyborach prezydenckich w 2020 roku.
W 2002 roku kandydował na senatora II klasy stanu Wirginia i w wyborach zajął trzecie miejsce, zdobywając 7,12% głosów.
W 2020 roku brał udział w prawyborach Partii Libertariańskiej przed wyborami prezydenckimi i wygrał głosowanie powszechne, zdobywając 20,3% głosów powszechnych, ale nie uzyskał nominacji, ponieważ zdobył mniej głosów delegatów, niż Jo Jorgensen.
W 2024 roku brał udział w prawyborach Partii Libertariańskiej przed wyborami prezydenckimi w Stanach Zjednoczonych.

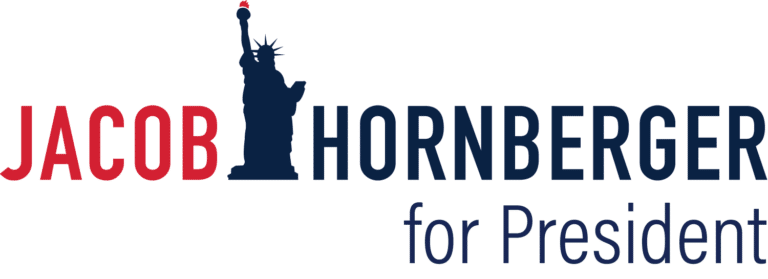
Logo kampanii wyborczej Jacoba Hornbergera z 2024 roku

## Wyniki wyborcze
Poniżej wymienione zostały wybory powszechne, w których Jacob Hornberger wziął czynny udział. Poprzez głównego kontrkandydata rozumie się kandydata, który w danych wyborach wygrał lub zajął drugie miejsce, jeśli wygrał Hornberger.
| Rok  | Wybory                                                         | Partia | Partia                | Główny przeciwnik | Główny przeciwnik            | Wynik            | Wynik | Wynik   |
| Rok  | Wybory                                                         | Partia | Partia                | Główny przeciwnik | Główny przeciwnik            | Głosy powszechne | %     | Wygrana |
| ---- | -------------------------------------------------------------- | ------ | --------------------- | ----------------- | ---------------------------- | ---------------- | ----- | ------- |
| 2002 | Wybory na senatora II klasy stanu Wirginia                     |        | Bezpartyjny           |                   | John Warner (Republikanin)   | 106 055          | 7,12  | N       |
| 2020 | Prawybory Partia Libertariańskiej przed wyborami prezydenckimi |        | Partia Libertariańska |                   | Jo Jorgensen (Libertarianka) | 8 801            | 20,44 | N       |
| 2024 | Prawybory Partia Libertariańskiej przed wyborami prezydenckimi |        | Partia Libertariańska |                   |                              |                  |       |         |